# Lai Zhide

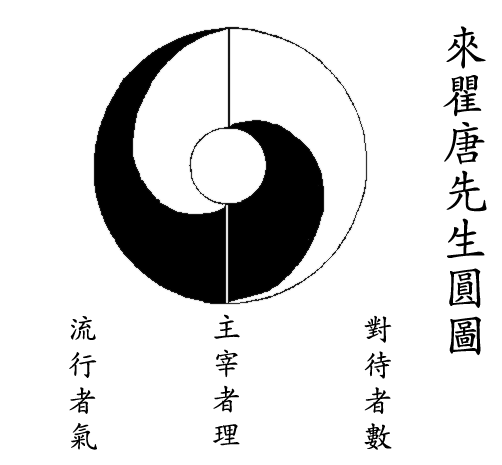
El taijitu de Lai Zhide.

Lai Zhide (chino: 来知徳, pinyin: Lái Zhīdé; 1525-1604) fue un filósofo neoconfuciano autor de un taijitu, el símbolo que representa el yin y yang, anterior al más utilizado en la actualidad.
- Datos: Q6473698